# Motohiko Ban
Motohiko Ban (jap. 伴素彦 Ban Motohiko; ur. 1 stycznia 1905, Otaru, zm. 3 września 1998) – japoński skoczek narciarski, pierwszy skoczek z tego kraju, który wystąpił na zimowych igrzyskach olimpijskich.

## Igrzyska olimpijskie
Uczestniczył w Zimowych Igrzyskach Olimpijskich 1928 w Sankt Moritz. Był jedynym skoczkiem z Japonii, który wystartował na igrzyskach w Szwajcarii.
Na tych igrzyskach wystąpił w zawodach na skoczni normalnej K-66. W pierwszej serii oddał najkrótszy skok w konkursie (34,5 m), który zakończył się upadkiem. W drugiej serii również oddał najkrótszy skok (39 m), tym razem ustany. Ban zakończył konkurs z notą 4,000 pkt.; dała mu ona ostatnie, 38. miejsce.